# Energie Nove

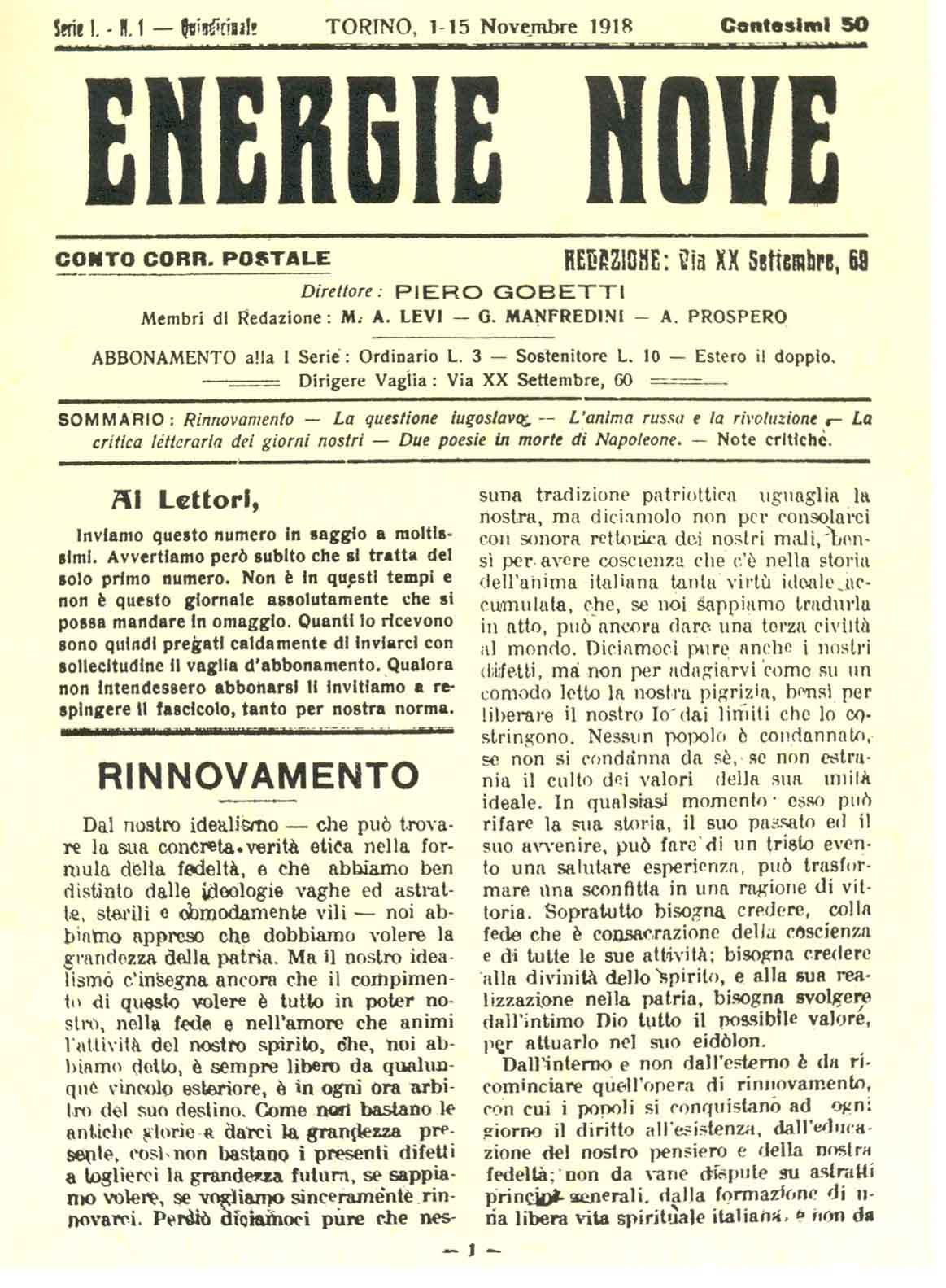
Il primo numero della rivista

Energie Nove è stata una rivista politico-letteraria fondata a Torino da Piero Gobetti nel 1918. Fu pubblicata fino al 1920.
Piero Gobetti diciassettenne, ancora studente del Liceo classico Vincenzo Gioberti, fonda il 1º novembre 1918 la rivista Energie Nove, avvalendosi della collaborazione di Balbino Giuliano, Mario Attilio Levi, Giuseppe Manfredini, Edmondo Rho,  Ada Prospero, Maria Marchesini e di altri compagni dell'istituto.
La rivista quindicinale si presenta in formato quaderno e subito rivela le influenze dell'idealismo di Benedetto Croce e di Giovanni Gentile nel settore filosofico-letterario e quelle di Gaetano Salvemini in politica.
Essa riscuote subito la simpatia di Antonio Gramsci, amico di Gobetti dal 1918 e collaboratore di "Energie Nove" dal gennaio successivo.
Sulle pagine della rivista spicca l'amore dialettico per la concretezza e l'esaltazione dei valori della libertà.
Vi sono ampi spazi per i problemi del Mezzogiorno, i problemi della scuola e l'antigiolittismo ideologico.
C'è ampio spazio per le letterature straniere e non viene tralasciata la critica letteraria che puntualmente informa e discute sulle opere e gli autori italiani dimostrando apprezzamento per Giosuè Carducci e Giovanni Pascoli, stroncatura per Filippo Tommaso Marinetti e interesse per i contemporanei Piero Jahier, Alfredo Panzini, Ardengo Soffici,  Giovanni Papini di Un uomo finito.
Due momenti soprattutto caratterizzano questa rivista giovanile: il rapporto politica-cultura che dà la predominanza al primo termine e il dichiarato disprezzo per ogni forma di opportunismo in polemica con La Ronda.
Sul n.5, 5 luglio 1919, Maria Marchesini dedica alla "Ronda" un articolo nel quale, pur riconoscendo la serietà dell'ideale artistico ne disprezza la qualità delle pagine "nitide e limpide come pietre preziose, ma fredde, ma morte".
Nell'articolo n.1 e n.6, 15 maggio e 25 luglio 1919, Gobetti accusa l'editoria del momento di essere commerciale e consumistica; l'editore Treves viene additato come il fornitore di "collane amene". Gobetti auspica invece un'editoria libera, di qualità e non di profitto, con intellettuali e pensatori "nella funzione editoriale".
Nonostante l'indiscutibile fortuna della rivista, essa, con il numero del 12 febbraio 1920 cessa le pubblicazioni per un bisogno di "raccoglimento" e di "silenzio" allo scopo di "un'elaborazione politica assolutamente nuova", come scrive Gobetti stesso nell'articolo di fondo.
Nell'aprile del 1923, sull'esempio delle «Edizioni de La Voce», delle case editrici di Laterza e di Vallecchi, nate e sviluppate "intorno ad una rivista per completarla e rappresentare con essa le "idee", avrà inizio l'attività della Piero Gobetti editore. I libri pubblicati da Gobetti, come Una battaglia liberale di Giovanni Amendola, Le lotte del lavoro di Luigi Einaudi, Nazionalfascismo di Luigi Salvatorelli, Ossi di seppia di Eugenio Montale, porteranno impresso il motto greco ti moi douloisin (che ho a che fare io con i servi), che si presenta come un'aperta sfida culturale e politica al regime fascista.